# NGC 3348
NGC 3348 is een elliptisch sterrenstelsel in het sterrenbeeld Grote Beer. Het hemelobject werd op 3 april 1785 ontdekt door de Duits-Britse astronoom William Herschel.

## Synoniemen
- UGC 5875
- MCG 12-10-77
- ZWG 333.54
- PGC 32216